# أنديرس نيستروم (موسيقي)
أنديرس نيستروم هو موسيقي وعازف قيثارة سويدي، ولد في 22 أبريل 1975 في ستوكهولم في السويد.

## وصلات خارجية
- الموقع الرسمي
- أنديرس نيستروم على موقع ميوزك برينز (الإنجليزية)
- أنديرس نيستروم على موقع ميوزك برينز (الإنجليزية)
- أنديرس نيستروم على موقع أول ميوزيك (الإنجليزية)
- أنديرس نيستروم على موقع أول ميوزيك (الإنجليزية)
- أنديرس نيستروم على موقع أول ميوزيك (الإنجليزية)
- أنديرس نيستروم على موقع ديسكوغز (الإنجليزية)
- أنديرس نيستروم على موقع ديسكوغز (الإنجليزية)